# Mircea Basarab
Mircea Basarab (født 4. maj 1921 i Bukarest, Rumænien - død 29. maj 1995) var en rumænsk komponist, professor, lærer og dirigent.
Basarab studerede komposition, harmonilærer og kontrapunkt på Musikkonservatoriet i Bukarest (1940-1948) hos bla. Mihail Jora. Han har skrevet en symfoni, orkesterværker, kammermusik, koncertmusik etc. Basarab var nok mest kendt for sit orkesterværk Rapsodi for Orkester (1954-1955). Han var professor og lærer i harmonilærer, partiturlæsning og komposition på Musikkonservatoriet i Bukarest (1951-1964), og var instruktør og dirigent for George Enescu Statsfilharmoniske Orkester (1954-1986).

## Udvalgte værker
- Symfoni (1950) - for orkester
- "Symfonisk Triptykon" (1949) - for orkester
- "Symfoniske variationer" (1957) - for orkester
- "Rapsodi" (1954-1955) - for orkester
- ViolinKoncert (1952) - for violin og orkester
- OboKoncert (1960) - for obo og orkester